# Карлссон, Анна
А́нна Ками́лла Тере́зе Ка́рлссон (швед. Anna Camilla Therese Karlsson; 12 мая 1975, Карлскуга) — шведская гребчиха-байдарочница, выступала за сборную Швеции в 1997—2007 годах. Участница летних Олимпийских игр в Афинах, серебряный и бронзовый призёр чемпионатов мира, бронзовый призёр чемпионатов Европы, победительница многих регат национального и международного значения.

## Биография
Анна Карлссон родилась 12 мая 1975 года в городе Карлскуга лена Эребру. Активно заниматься греблей начала с раннего детства, проходила подготовку в местном каноэ-клубе под названием «Бофорс».
Первого серьёзного успеха на взрослом международном уровне добилась в 1997 году, когда попала в основной состав шведской национальной сборной и побывала на чемпионате мира в канадском Дартмуте, откуда привезла награду бронзового достоинства, выигранную в зачёте четырёхместных экипажей на дистанции 200 метров. Год спустя выступила на мировом первенстве в венгерском Сегеде, где стала бронзовым призёром в двойках на тысяче метров и серебряным призёром в четвёрках на тысяче метров.
Благодаря череде удачных выступлений удостоилась права защищать честь страны на летних Олимпийских играх 2004 года в Афинах — в составе двухместного экипажа вместе с напарницей Софией Пальданиус стартовала на дистанции 500 метров, дошла до финала и показала в решающем заезде восьмой результат.
После афинской Олимпиады Карлссон осталась в гребной команде Швеции и продолжила принимать участие в крупнейших международных регатах. Так, в 2005 году она завоевала бронзовую медаль на чемпионате Европы в польской Познани, в четвёрках на двухстах метрах. В следующем сезоне выиграла бронзовые медали на европейском первенстве в чешском Рачице и на мировом первенстве в Сегеде — обе в зачёте байдарок-двоек на двухсотметровой дистанции. В 2007 году на чемпионате Европы в испанской Понтеведре в той же дисциплине вновь удостоилась бронзы. Вскоре по окончании этих соревнований приняла решение завершить карьеру профессиональной спортсменки, уступив место в сборной молодым шведским гребчихам.